# حركة عدم التجزئة
عدم التجزئة هي حركة تقدمية في الولايات المتحدة بدأت في عام 2016 كرد فعل على انتخاب دونالد ترامب رئيسًا للولايات المتحدة. بدأت الحركة بنشر كتيب على الإنترنت كتبه موظفو الكونغرس مع اقتراحات للمقاومة السلمية والفعّالة للانتقال إلى اليمين في الفرع التنفيذي لحكومة الولايات المتحدة تحت إدارة ترامب والذي كان متوقعًا ومخيفًا على نطاق واسع من قبل التقدميين. وفقًا لبيتر دريير، فإن هدف عدم التجزئة هو إنقاذ الديمقراطية الأمريكية واستئناف مشروع إنشاء أمريكا إنسانية تشبه الديمقراطية الاجتماعية أكثر من حكم الكوربوقراطية.
في عام 2019، أدرِج اسم كل من ليا غرينبيرغ وإيزرا ليفين العاملان في حركة عدم التجزئة في قائمة مجلة تايم للأشخاص الأكثر تأثيرًا لعام 2019.

## أصل الحركة
بدأت الحركة بنشر كتيب من 23 صفحة على الإنترنت، بعنوان عدم التجزئة: دليل عملي لمقاومة أجندة ترامب. كان مؤلفو الوثيقة، وعلى الأخص إزرا ليفين وجيريمي هايلي وليا غرينبيرج وأنجيل باديلا موظفون سابقون في الكونغرس. عملت غرينبيرج كمساعد للممثل الديمقراطي توم بيرييلو من ولاية فرجينيا ، بينما عمل ليفين، زوج غرينبرج، كمساعد لويد دوغيت، عضو الحزب الديمقراطي في مجلس النواب الأمريكي عن تكساس. بعد الانتخابات الرئاسية لعام 2016، في منتصف كانون الأول (ديسمبر) 2016، بدأ ليفين وغرينبرغ العمل على دليل عبر الإنترنت في شكل مستند غوغل حول كيفية الاتصال بمساعدي الممثلين في الكونغرس كوسيلة للتأسف على فوز ترامب. شارك أنجيل باديلا وجيريمي هايلي وعشرات من الموظفين الآخرين للأعضاء الديمقراطيين في الكونغرس الأمريكي في إنشاء المنشور عبر الإنترنت.
صاغ المؤلفون وثيقتهم على غرار حركة حزب الشاي، التي ركزت على النشاط المحلي وعرقلة أجندة الحزب الديمقراطي بعد انتخاب الرئيس باراك أوباما في عام 2008. واعتقد المؤلفون أن الإجراءات المماثلة التي اتخذها اليسار يمكن أن تكون فعالة ضد ما اعتبروه تصرفات ترامب المتعصبة والمعادية للديمقراطية. كان الغرض من الدليل هو تشجيع مقاومة رئاسة ترامب، وعلى الأخص من خلال استهداف أعضاء الكونغرس الجمهوريين المنتخبين من خلال حضور مجالس البلدية، والاتصال بمسؤولي الكونغرس، وزيارة مكاتبهم، وحضور في المناسبات العامة.
نُشر الكتيب لأول مرة عبر الإنترنت على محرر مستندات غوغل في 14 ديسمبر 2016، إذ نشر ليفين رابطًا له على حسابه الشخصي على تويتر. سرعان ما انتشر الكتيب، إذ ساهم كل من روبرت رايش وجوناثان تشيت وجورج تاكي وميراندا يوليو بنشره على الإنترنت.

## تاريخ الحركة
منذ نشر الدليل، أنشأ مؤلفوه موقعًا إلكترونيًا فيه موارد إضافية حول استخدام الدليل وتنظيم الحركات المحلية. يُحدث الدليل باستمرار وهو متاح باللغتين الإنجليزية والإسبانية. بحلول 4 فبراير 2017، بعد أقل من شهرين من نشر دليل عدم التجزئة، وبعد حوالي أسبوعين من تنصيب ترامب، تشكلت أكثر من 3800 مجموعة محلية صُنفت أنها مناصرة لعدم التجزئة وأعلنت دعمها للحركة. في فبراير ، نظم أعضاء الحركة أنفسهم كمنظمة 501 سي (منظمة غير ربحية تدعو للرفاه).
حضرت العديد من المجموعات مجالس البلدية، وتظاهروا ضد المرشحين لمجلس وزراء ترامب، وعملوا مع منظمي المسيرة النسائية. أقر جون كاسيش ومو بروكس بأن الاحتجاجات ستؤثر على الجهود المبذولة لإلغاء قانون حماية المريض والرعاية الميسرة. استُشهِد بالحركة كسبب للفشل الأولي للجمهوريين في تمرير قانون الرعاية الصحية الأمريكي لعام 2017.
في عام 2018، ساهمت المجموعة ومتطوعوها بالمال والتأييد والتطوع بالوقت للعديد من سباقات مجلس النواب، ما ساعد الديمقراطيين على استعادة السيطرة على المجلس. في عام 2019، أيدت المجموعة سلسلة من الأحداث التي تهدف إلى دعم محاكمة دونالد ترامب.

## وصلات خارجية
- الموقع الرسمي